# Pristimantis diadematus
Pristimantis diadematus är en groddjursart som först beskrevs av Jiménez de la Espada 1875.  Pristimantis diadematus ingår i släktet Pristimantis och familjen Strabomantidae. IUCN kategoriserar arten globalt som livskraftig. Inga underarter finns listade i Catalogue of Life.